# كنتسينغن
كنتسينغن (بالألمانية: Kenzingen) هي مدينة وبلدة ألمانية تقع في ألمانيا في إمندينغن. يقدر عدد سكانها بـ 9,133 نسمة .

## المدن التوأمة
مدينة فينكوفسي هي مدينة توأمة لـكنتسينغن.

## أعلام
- فرانز ماير
- هانس ري